# Augusto Lucena
Augusto da Silva Lucena (Guarabira, 14 de fevereiro de 1916 — Recife, 22 de outubro de 1995) foi um advogado e político brasileiro.
Nasceu em Guarabira, no interior da Paraíba.
Mudou-se para o Recife em 1937, para complementar seus estudos.
Estudou no Ginásio Pernambucano e fez o curso de Direito na Faculdade de Direito do Recife, concluído em 1944.
Foi prefeito do Recife por duas vezes.
Conhecido por ter sido aquele que revitalizou o bairro de São José.

## Cargos públicos
- Advogado do Foro do Recife (1944 - 1948)[2]
- Delegado de Acidentes de Pernambuco (1948 - 1951)[2]
- Delegado de Investigações e Capturas (1951 - 1952)[2]
- Delegado de trânsito (1952 - 1955)[2]

## Mandatos
- Deputado estadual de Pernambuco em três legislaturas (1954, 1958, 1962);[2]
- Vice-prefeito do Recife em 1963, assumindo a prefeitura em 1964, com a deposição do governador Miguel Arraes e do prefeito Pelópidas da Silveira pelo Golpe de Estado no Brasil em 1964;[1][2]
- Vereador do Recife em duas legislaturas (1968, 1975);[2]
- Deputado federal em duas legislaturas (1970, 1978);[2]
- Prefeito do Recife - nomeado por indicação do governador de Pernambuco Eraldo Gueiros Leite (1971-1975).[1][2]

## Obras realizadas

### Construções de logradouros
- Avenida Dantas Barreto[nota 1][1]

### Iluminação
Implantou em toda a cidade o sistema de iluminação a vapor de mercúrio.